# Liparis kinabaluensis
Liparis kinabaluensis är en orkidéart som beskrevs av Jeffrey James Wood. Liparis kinabaluensis ingår i släktet gulyxnen, och familjen orkidéer. Inga underarter finns listade i Catalogue of Life.